# Dotternhausen
Dotternhausen är en kommun (Gemeinde) i förbundslandet Baden-Württemberg i Tyskland. Folkmängden uppgår till cirka 1 800 invånare, på en yta av 10,01 kvadratkilometer.
Kommunen ingår i kommunalförbundet Oberes Schlichemtal tillsammans med staden Schömberg och kommunerna Dautmergen, Dormettingen, Hausen am Tann, Ratshausen, Weilen unter den Rinnen och Zimmern unter der Burg.

## Befolkningsutveckling
| Befolkningsutvecklingen i Dotternhausen 1975–2015 | Befolkningsutvecklingen i Dotternhausen 1975–2015 | Befolkningsutvecklingen i Dotternhausen 1975–2015 | Befolkningsutvecklingen i Dotternhausen 1975–2015 | Befolkningsutvecklingen i Dotternhausen 1975–2015 |
| ------------------------------------------------- | ------------------------------------------------- | ------------------------------------------------- | ------------------------------------------------- | ------------------------------------------------- |
|                                                   |                                                   |                                                   |                                                   |                                                   |
| År                                                |                                                   |                                                   | Folkmängd                                         | Areal (ha)                                        |
| 1975                                              | 1975                                              |                                                   | 1 161                                             | 1 001                                             |
| 1980                                              | 1980                                              |                                                   | 1 276                                             |                                                   |
| 1985                                              | 1985                                              |                                                   | 1 421                                             | 1 000                                             |
| 1990                                              | 1990                                              |                                                   | 1 633                                             |                                                   |
| 1995                                              | 1995                                              |                                                   | 1 735                                             |                                                   |
| 2000                                              | 2000                                              |                                                   | 1 764                                             |                                                   |
| 2005                                              | 2005                                              |                                                   | 1 865                                             |                                                   |
| 2010                                              | 2010                                              |                                                   | 1 862                                             |                                                   |
| 2015                                              | 2015                                              |                                                   | 1 835                                             |                                                   |
|                                                   |                                                   |                                                   |                                                   |                                                   |